# Большой Нежков
Большое Не́жково (бел. Вялікі Нежкаў) — деревня в составе Вишовского сельсовета Белыничского района Могилёвской области Белоруссии. Население — 112 человек (2019). 

## Географическое положение
Расположена на расстоянии 20 км от Белыничей. Через деревню проходит трасса М4. Расположена на реке Вабич.

## История
Упоминается в 1642 году как фольварк в составе имения Головчин в Оршанском повете ВКЛ. В 1777 году в Могилёвском уезде. В 1785 году в составе имения Головчин, шляхетское владение. В 1848 году построена каменная церковь, корчма; центр Великокняжеской волости (по 9 мая 1923 года) Могилёвского уезда. Помимо земледелия часть жителей деревни занималась заготовкой лесных материалов для производства деревянных изделий. С февраля по октябрь 1918 года оккупирована германскими войсками. С 20 августа 1924 года по 16 июля 1954 года — центр Нежковского сельсовета Белыничского района Могилёвского округа (по 26 июля 1930 года), с 20 февраля 1938 года в составе Могилёвской области. В 1924 году открыт дом-читальня, в 1930 году организован колхоз «Заветы Ленина». В 1937 году начало действовать отделение связи. В период Великой Отечественной войны с 2 июля 1941 года по 29 июня 1944 года оккупирована немецкими войсками. В братской могиле в центре деревни захоронено 54 воина. На фронтах погибло 13 односельчан. До 1990 года именовалось так же как селение (село) Нежково.  

## Население
| Численность населения (по переписи) | Численность населения (по переписи) | Численность населения (по переписи) | Численность населения (по переписи) | Численность населения (по переписи) | Численность населения (по переписи) |
| 1880                                | 1909                                | 1959                                | 1970                                | 2009                                | 2019                                |
| ----------------------------------- | ----------------------------------- | ----------------------------------- | ----------------------------------- | ----------------------------------- | ----------------------------------- |
| 161                                 | ↗165                                | ↗236                                | ↘212                                | ↘122                                | ↘112                                |

## Память
- Братская могила советских воинов и партизан. В центре деревни. Похоронены 48 воинов и 6 партизан, которые погибли в 1941—1944 годах в боях против немецко-фашистских захватчиков. В 1958 году на могиле установлен обелиск[6].